# Nyschnij Strutyn
Nyschnij Strutyn (ukrainisch Нижній Струтинь;  russisch Нижний Струтинь Nischni Strutin, polnisch Strutyn Niżny) ist ein Dorf in der ukrainischen Oblast Iwano-Frankiwsk mit etwa 3000 Einwohnern (2001).
Das seit dem 18. Jahrhundert bekannte Dorf (einer anderen Quelle nach wurde es 1511 gegründet) liegt am rechten Ufer der Tschetschwa (Чечва), einem 52 km langen Nebenfluss der Limnyzja, die im Nordosten des Dorfes zu einem See angestaut ist.

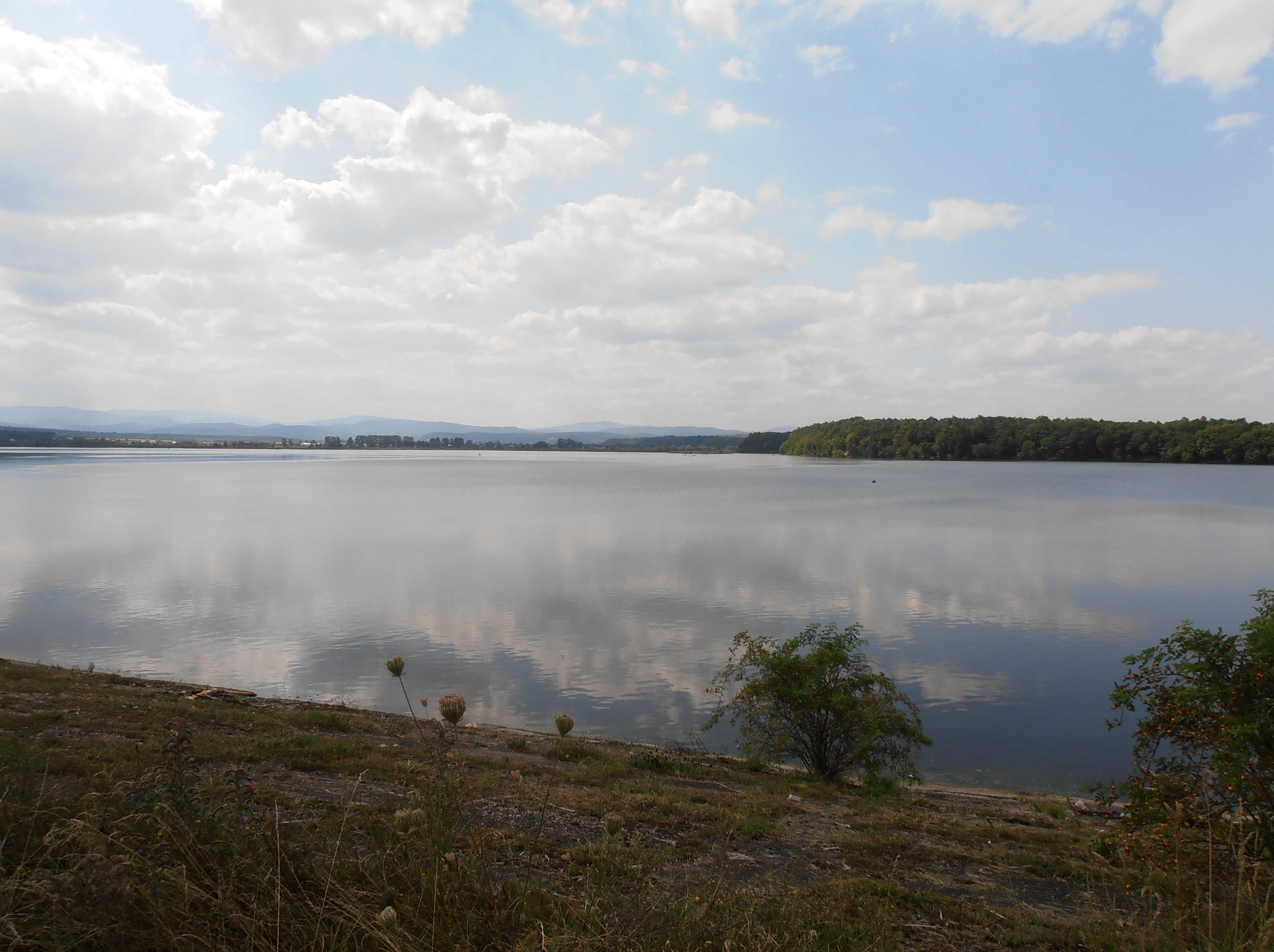
Die angestaute Tschetschwa bei Nyschnij Strutyn

Nyschnij Strutyn grenzt im Osten an das ehemalige Rajonzentrum Roschnjatiw, durch das die Territorialstraße T–09–02 verläuft. Das Oblastzentrum Iwano-Frankiwsk befindet sich 55 km östlich vom Dorf.
Zur Zeit der Sowjetunion führte eine Schmalspurbahn durch das Dorf.
Am 12. Juni 2020 wurde das Dorf ein Teil der neu gegründeten Siedlungsgemeinde Roschnjatiw im Rajon Roschnjatiw, bis dahin bildete es die gleichnamige Landratsgemeinde Nyschnij Strutyn (Нижньострутинська сільська рада/Nyschnjostrutynska silska rada) im Norden des Rajons.
Am 17. Juli 2020 wurde der Ort Teil des Rajons Kalusch.